# Іван Дзиковський
Іван Миколайович Дзиковський (Дзиньковський), за іншою версією Зіньківський (до 1630 — 27 вересня 1670) — український військовий та політичний діяч доби Богдана Хмельницького, один із перших (опісля Острянина) українських колонізаторів Слобожанщини. Наказний полковник Чернігівського полку Гетьманщини. Засновник міста Острогозьк. Полковник Острогозького полку Слобідської України (1652-1670). Керівник Острогозького антимосковського повстання.
Жертва московського терору.

## Життєпис
Час та місце народження до 1652, у джерелах не зафіксовані. Єдине, що можливо сказати: станом на 1652 рік він був наказним полковником Чернігівського адміністративно-козацького полку Гетьманщини.
На початку 1650-х на чолі великого загону переселенців (близько 2000 осіб) з Ніжинського, Прилуцького та Чернігівського полків Дзиковський прибув у Слобідську Україну, де 21 березня 1652 на річці Тиха Сосна (притока Дону), неподалік від урочища Рибний Плес, заснував місто Острогозьк (нині місто Воронізької області РФ) — згодом адміністративний центр Острогозького полку.
Козаки на чолі з полковником зробили вагомий внесок у господарче освоєння та оборону Слобожанщини від Кримського Татарстану. Від 1667 Дзиковський підтримував контакти з керівником Визвольної війни повользьких країн від Московського царства, зокрема зі Степаном Разіним. 1670 очолив виступ козаків і мешканців Острогозька, які в ніч на 9 вересня, об'єднавшись із прибулим до міста передовим загоном разінців, захопили й стратили московського воєводу Мезенцева, приказного Горєлкова і митних відкупщиків.
Повстання Острогозького полку, підтримане робітниками Торських соляних промислів, стало першим у ланцюгу збройних виступів проти царських воєвод, що прокотилися Слобідською Україною 1670-1671. 11 вересня, внаслідок змови частини острогозької козацької старшини, духовенства і московських поміщиків, яких підтримали московські урядові військові підрозділи, Дзиковського і групу його прибічників заарештовано. Полковника стратили, а його майно конфіскували. До катувань і страти було засуджено його дружину, а четверо дітей та племінницю відправлено на довічне заслання до Сибіру.
Ось як про це пише Дмитро Багалій:
|  | Перший полковник Острогозького полка Зіньківський пристав до повстання Ст. Разина, поубивав приказних, його скинуто за се з посади і карано горлом — обрублено руки по лікоть, ноги по коліна і повішено, і навіть жінку його покарано смертю, а дітей вислано у Сибір і одібрано у них усе майно. |

## Вшанування пам'яті
У Центральному районі міста Воронеж, у місті Острогозьк вулиці названі на честь Івана Дзиковського.